# 侯赛因·谢赫伊斯兰
侯赛因·谢赫伊斯兰（波斯語：‎；1952年11月29日—2020年3月5日)，伊朗政治家，曾担任过外交部长贾瓦德·扎里夫的顾问。他也是第七届伊斯兰议会的议员，曾担任过伊朗驻叙利亚大使。
伊朗革命前，他在美国加利福尼亞大學柏克萊分校就读。革命后回国并曾經在伊朗人质危机中質問美国大使馆的職員。
2020年，伊朗暴发2019冠状病毒病疫情，媒体报导称其SARS-CoV-2检测结果呈阳性，SARS-CoV-2是导致2019冠状病毒病的病毒。3月5日，在德黑兰不治去世。